# Hamilton Academical Football Club 2022-2023
Questa voce raccoglie le informazioni riguardanti l'Hamilton Academical Football Club nelle competizioni ufficiali della stagione 2022-2023.

## Stagione
- In Scottish Championship l'Hamilton Academical si classifica al 9° posto (31 punti), dietro all'Arbroath e davanti al Cove Rangers. Ai play-out batte in semifinale l'Alloa Athletic (5-3 complessivo) ma perde la finale contro gli Airdrieonians (2-2 e poi 5-6 ai rigori) e retrocede in League One.
- In Scottish Cup viene eliminato agli ottavi di finale dagli Hearts (0-2).
- In Scottish League Cup non supera la fase a gironi, classificandosi al secondo posto (8 punti) nel gruppo H dietro al Dundee e davanti a Queen's Park, Forfar Athletic e Stranraer.

## Maglie e sponsor
| Casa | Trasferta |

## Rosa
| N. |                      | Ruolo | Calciatore       |
| -- | -------------------- | ----- | ---------------- |
| 1  | Scozia (bandiera)    | P     | Ryan Fulton      |
| 2  | Finlandia (bandiera) | C     | Miko Virtanen    |
| 3  | Romania (bandiera)   | D     | Mihai Popescu    |
| 5  | Scozia (bandiera)    | D     | Brian Easton     |
| 6  | Scozia (bandiera)    | D     | Jamie Hamilton   |
| 7  | Scozia (bandiera)    | D     | Kieran MacDonald |
| 8  | Scozia (bandiera)    | C     | Scott Martin     |
| 9  | Scozia (bandiera)    | A     | Andy Ryan        |
| 11 | Scozia (bandiera)    | C     | Lewis Smith      |
| 12 | Scozia (bandiera)    | D     | Shaun Want       |
| 12 | Galles (bandiera)    | C     | Tom Sparrow      |
| 14 | Scozia (bandiera)    | C     | Lewis Spence     |
| 15 | Australia (bandiera) | D     | Dylan McGowan    |
| 16 | Scozia (bandiera)    | C     | Josh Mullin      |
| 17 | Scozia (bandiera)    | C     | Kai Kennedy      |

| N. |                        | Ruolo | Calciatore      |
| -- | ---------------------- | ----- | --------------- |
| 18 | Scozia (bandiera)      | C     | Reegan Mimnaugh |
| 19 | Scozia (bandiera)      | A     | Andy Winter     |
| 20 | Zimbabwe (bandiera)    | A     | David Moyo      |
| 21 | Scozia (bandiera)      | C     | Connor Smith    |
| 23 | Inghilterra (bandiera) | P     | Joe Hilton      |
| 24 | Togo (bandiera)        | D     | Steve Lawson    |
| 26 | Scozia (bandiera)      | C     | Marley Redfern  |
| 27 | Scozia (bandiera)      | D     | Matthew Shiels  |
| 31 | Scozia (bandiera)      | P     | Jamie Smith     |
| 33 | Scozia (bandiera)      | C     | Ellis Brown     |
| 34 | Irlanda (bandiera)     | D     | Daniel O'Reilly |
| 35 | Scozia (bandiera)      | D     | Adam McGowan    |
| 36 | Scozia (bandiera)      | A     | Myles Gaffney   |
| 37 | Scozia (bandiera)      | D     | Chris McGinn    |